# Guanlong
Guanlong ("Krönt drake"), släkte med köttätande dinosaurier påträffade i Kina, där den tros ha levt för omkring 160 milj. år sedan. Den anses vara en av de äldsta släktena i överfamiljen tyrannosauroidea, och är därmed nära släkt med den välkända Tyrannosaurus rex. Andra tidiga tyrannosaurier är bland annat Stokesosaurus, som levde i Nordamerika, och Kileskus, som påträffats i Ryssland. Guanlong var betydligt mindre än Tyrannosaurus, och hade en stor kam på huvudet, som kan ha använts i uppvisningssyfte mellan artfränder.

## Upptäckt och namn
De första fynden av Guanlong påträffades 2002 i centrala Xinjiang, nuvarande västra Kina (för övrigt i samma område som där man spelade in ökenscenerna till filmen Crouching Tiger, Hidden Dragon). De hittades av en lokal arbetare i området, och hamnade senare hos forskarna, som publicerade fyndet i den brittiska tidskriften Nature den 9 februari 2006. Släktet och typarten fick namnet Guanlong wucaii ("Krönt drake från de femfärgade klipporna"). Namnet kommer från mandarinskans ord Guan ("Krona"/"Krönt"), Long ("Drake"), och Wucai ("Fem färger"). Artnamnet syftar på att fossilet hittades i ett bergsområde som är känt för sina färgskiftande klippor.
Fyndet består av 2 skelett som hittades ovanpå varandra. Man tror att de båda djuren drunknade i en lerpöl som bildats i fotspår från jättestora växtätande sauropoder. Det mindre exemplaret tros ha varit omkring 6 år då det dog, och det andra, större exemplaret, cirka 12-13 år, efter analys av benen.

## Beskrivning
I likhet med andra theropoder var Guanlong utpräglad att gå på bakbenen, och balanserade kroppen med sin långa svans. Den mätte ungefär 3 meter från nos till svanstipp, och dess vikt har beräknats till omkring 75 kilo. Frambenen hos Guanlong var proportionerligt längre och kanske mer välutvecklade än hos Tyrannosaurus, och kan ha använts för att handskas med eventuella bytesdjur. Händerna bar tre fingrar var med krökta klor. Guanlong hade ett relativt långsmalt nosparti, och käften var fylld med vassa tänder. Den hade också en avlång kam på nosen. 

### Kam
Guanlong har uppmärksammades mycket av forskarna på grund av den tunna benkammen som den hade på nosen. Denna kam var något av en överraskning, eftersom man inte hade väntat sig något sådant på en nära släkting till Tyrannosaurus. Kammen var uppenbarligen av ben, och cirka 5,25 cm. hög. Den är också väldigt tunn, bara ungefär 1,5 mm. tjock, och tros ha varit fylld med hålrum, kanske för att minska vikten. Kammen var troligtvis ganska ömtålig, och man tror att den kan ha fyllt ett syfte i uppvisning, snarare än i försvar. Norell menade att Guanlong skulle ha kunnat använt sin kam till att imponera på artfränder, eller att den hjälpte olika individer av samma art att skilja på varandra. Det har också föreslagits att kammen var starkt färgad.

## Taxonomi och fylogeni
Gaunlong har flera likheter med de större tyrannosauriderna vad gäller uppbyggnaden av skelettet. Tänderna, näsbenen och bäckenet har en del likheter med bland annat Tyrannosaurus. Forskarna anser dock samtidigt att Guanlong inte är direkt förfader till de större tyrannosauridae, utan är medlem av en egen grupp inom överfamiljen tyrannosauroidea.
En forskare, Thomas Carr, har ifrågasatt att Guanlong skulle vara en coelurosaurie. Han har istället föreslagit att de fossil man tillskrivit Guanlong egentligen är ungdjur av släktet Monolophosaurus, en dinosaurie som hade en kam på huvudet liknande den hos Guanlong.
Senare studier har fortsatt placera Guanlong till tyrannosauroidea. Med upptäckten av Kileskus har Ivantsov, Averianov och Krasnolutskii klassificerat Guanlong som närmast besläktad med Kileskus och Proceratosaurus. Tillsammans med dessa två bildar Guanlong familj proceratosauridae, inom överfamilj tyrannosauroidea.